# Cuscuta nivea
Cuscuta nivea är en vindeväxtart som beskrevs av M.A.García. Cuscuta nivea ingår i släktet snärjor, och familjen vindeväxter. Inga underarter finns listade i Catalogue of Life.